# Taina Bofferding

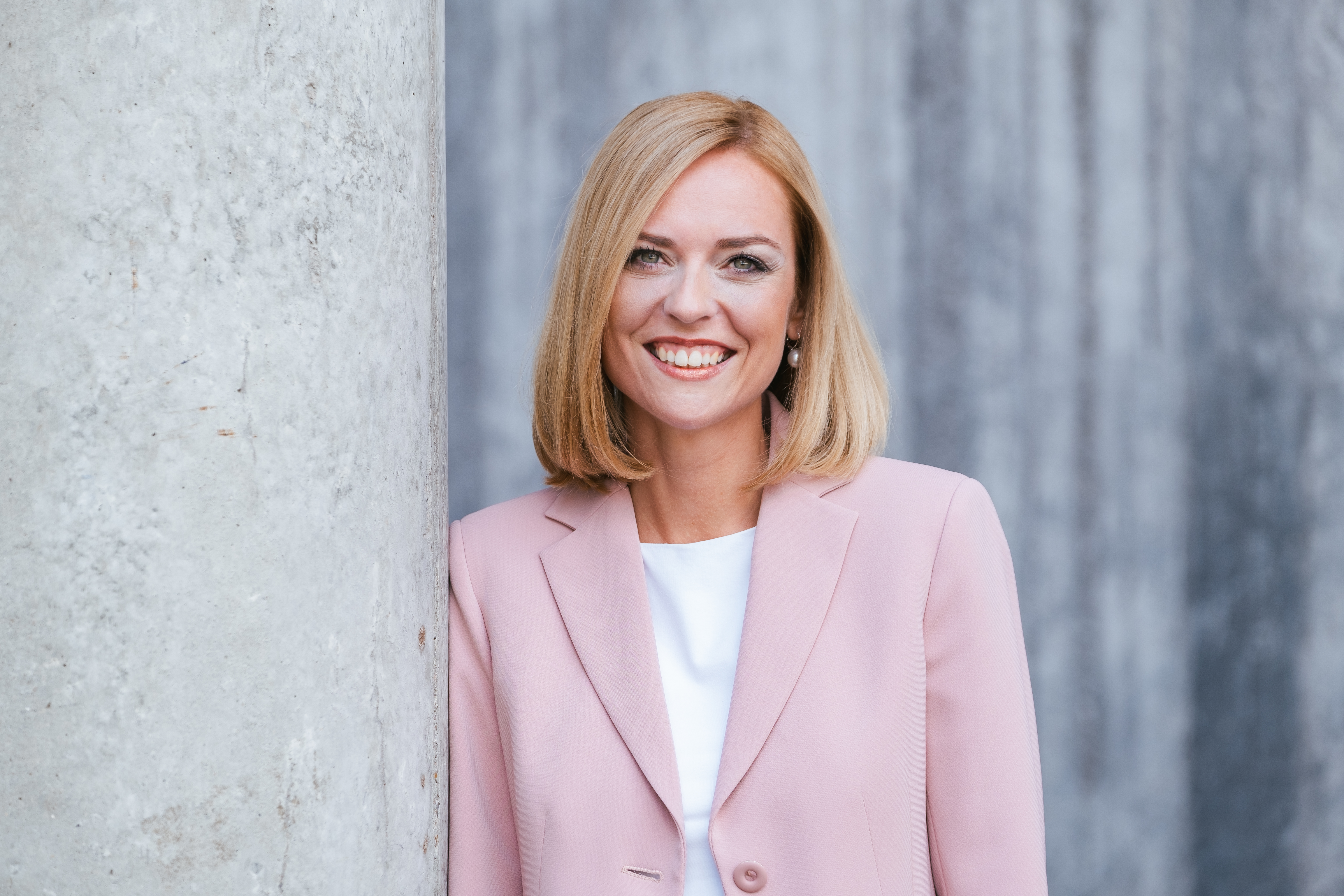
Taina Bofferding (2020)

Taina Bofferding (geboren am 22. November 1982 in Esch an der Alzette) ist eine luxemburgische Politikerin der Lëtzebuerger Sozialistesch Aarbechterpartei (LSAP). Sie war von Dezember 2018 bis November 2023 Ministerin für Inneres sowie Ministerin für die Gleichstellung von Frauen und Männern in der Regierung Bettel II; davor hatte sie seit 2013 dem Parlament des Landes angehört.

## Werdegang
Taina Bofferding besuchte zunächst in ihrer Geburtsstadt Esch das Lycée Hubert-Clément. Drei Jahre vor ihrem Abitur wechselte sie die Schule und machte ihren Abschluss zur Erzieherin. Danach folgte ein Studium der Sozialwissenschaften an der Universität Trier, das sie 2011 abschloss.
Von 2011 bis 2015 arbeitete Bofferding als Gewerkschaftssekretärin beim Unabhängigen Gewerkschaftsbund (OGBL). Den Job kündigte sie, um sich in Vollzeit ihren politischen Tätigkeiten widmen zu können.
2010 war sie Gründungsmitglied der Allianz von Humanisten, Atheisten und Agnostikern (AHA). Nach neun Jahren als deren Vizepräsidentin gab sie ihr Amt nach der Berufung in die Regierung ab.

## Politik
Seit 2004 ist Bofferding Mitglied der LSAP. 2011 wurde sie in Esch in den Gemeinderat gewählt, das Mandat legte sie nach ihrer Ernennung zur Ministerin nieder. Sie gilt als ehrgeizig, gewissenhaft und als Person des Ausgleichs zwischen dem linken und dem eher zur politischen Mitte neigenden Flügel der LSAP.
Bei der Kammerwahl 2013 kandidierte Bofferding im Wahlbezirk Süd für einen Sitz im Parlament des Landes. Sie verpasste zunächst den Einzug, profitierte aber als erste Nachrückerin davon, dass mit Jean Asselborn, Dan Kersch und Lydia Mutsch gleich drei der vor ihr platzierten in die Regierung wechselten und daher ihr Abgeordnetenmandat niederlegen mussten. Sie war Mitglied mehrerer Ausschüsse, im Ausschuss für Familien und Integration hatte sie den stellvertretenden Vorsitz inne. Nach der Kammerwahl 2018, wurde Bofferding in das Kabinett berufen. Seit dem 5. Dezember 2018 ist sie als Ministerin zuständig für die Bereiche Inneres und Gleichstellung.
Geprägt von ihrer Arbeit beim Gewerkschaftsbund OGBL wurde sie mit den Realitäten der sozialen Ungleichheit konfrontiert und setzt sich seitdem in ihrem politischen Handeln vor allem für Themen der Chancengleichheit, der Umverteilung des Reichtums und der Stärkung des Sozialstaates ein.